# Отрожный (Чукотский автономный округ)
Отро́жный — заброшенный посёлок (бывший посёлок городского типа) в Анадырском районе Чукотского автономного округа России. Находится на межселенной территории.

## Географическое положение
Расположен примерно в 225 километрах к западу от Анадыря на берегу реки Маврино, в отрогах Усть-Бельских гор. На расстоянии 37 км находится с. Снежное и на расстоянии 47 км с. Усть-Белая.
В 12 км от Отрожного действовала тропосферная радиорелейная станция 7/104 «Горький».

## История
Прииск и сопутствующий горняцкий посёлок были основаны 10 декабря 1964 года после обнаружения золота в этом районе. В посёлке находилась средняя общеобразовательная школа, интернат, детский сад, больница, столовая, клуб, хлебопекарня, три магазина (продуктовый, промтоварный и книжный).
Последний выпуск в школе был в 1995 году, после чего она ликвидирована, начался отток населения.
Как и многие подобные поселения на Чукотке, ликвидирован в 1998 году, когда добыча золота перестала быть экономически жизнеспособной.

## Население
Численность населения п. Отрожный во время существования прииска достигала порядка 800 человек.
| 2002 | 2010 | 2021 |
| ---- | ---- | ---- |
| 0    | →0   | →0   |

## Экономика
Прииск «Отрожный» (впоследствии ЗАО «Золото Отрожного») основан в 1964 году и входил в объединение Северо Восток — Золото, расположенное в г. Магадане. Контора прииска располагалась в г. Анадыре изначально по адресу ул. Энергетиков 13, а впоследствии по адресу Рультытегина 45. Там же находилась и перевал база прииска. Золотодобывающие участки прииска располагались кроме непосредственно окрестностей п. Отрожного в п. Светлый и п. Рассвет, а также на уч. Быстрый (п. Золотогорье), п. Тихая, п. Холодный, п. Скорбутный и п. Кэнкерэн (окрестности оз. Майниц). Добыча золота осуществлялась открытым (карьерным) способом, а на уч. Быстрый, Скорбутный, Тихая и Холодный кроме того добыча осуществлялась шахтным способом. При добыче карьерным способом использовались бульдозера Caterpillar, Fiat — Allis, на уч. Быстрый — Caterpillar, в дальнейшем Komatsu. Непосредственно на уч. Отрожный и на уч. Быстрый находились в эксплуатации автомобили БелАЗ. Кроме того в п. Отрожный базировалась старательская артель осуществлявшая золотодобычу на «Тополином» (р. Ваеги), «Цыгане» и «Студенте».
Энергетика
Электроснабжения посёлка осуществлялось при помощи дизельной — электростанции (ДЭС). На золотодобывающие участки проведены линии электропередачи (ЛЭП).
Сельское хозяйство
В посёлке действовал коровник и свинарник. Население регулярно снабжалось молоком и мясом.
У некоторых жителей посёлка имелись личные теплицы.
Пищевая промышленность
В посёлке имелась хлебопекарня, выпекался хлеб и хлебобулочные изделия.

## Транспорт
На расстоянии 41 км на восток на берегу р. Анадырь находилась п/б Утёсики, через которую происходило снабжение в летнее время прииска «Отрожный» речным транспортом. В зимнее время снабжение осуществлялось также автомобильным и санно-тракторным способом через автозимники. Еженедельно осуществлялся рейс вертолёта МИ — 8 по маршруту а.п. Угольный — п. Отрожный, время в пути 1 час 20 мин. Регулярно осуществлялась доставка грузов для нужд прииска «Отрожный» вертолётами МИ — 4, МИ — 6 и МИ — 8. Взлётная полоса позволяла также принимать самолёты АН — 2.

## Климат
Отрожный расположен в зоне континентального субарктического (бореального) климата (Dfc по Кёппену).
| Показатель                    | Янв.  | Фев.  | Март  | Апр.  | Май   | Июнь | Июль | Авг. | Сен. | Окт.  | Нояб. | Дек.  | Год   |
| ----------------------------- | ----- | ----- | ----- | ----- | ----- | ---- | ---- | ---- | ---- | ----- | ----- | ----- | ----- |
| Абсолютный максимум, °C       | −0,8  | 5,7   | 12    | 8,1   | 19    | 32   | 33   | 27,9 | 18,2 | 10    | 16,3  | 1     | 33    |
| Средний суточный максимум, °C | −19,7 | −20,4 | −16,8 | −10   | 3,5   | 14,9 | 17,1 | 13,6 | 6,5  | −6,1  | −17,1 | −20,6 | −4,6  |
| Средняя температура, °C       | −21,7 | −23,4 | −21,7 | −15,3 | −0,8  | 9,2  | 11,9 | 8,9  | 1,7  | −9,4  | −20,3 | −23,1 | −8,7  |
| Средний суточный минимум, °C  | −24,3 | −26,9 | −26,1 | −20,6 | −5    | 4,1  | 7,2  | 4,5  | −2,4 | −12,5 | −23,4 | −25,9 | −12,6 |
| Абсолютный минимум, °C        | −55,1 | −52   | −49,9 | −43,2 | −28,9 | −5,6 | −5,6 | −7,2 | −17  | −37   | −46,7 | −50   | −55,1 |
| Норма осадков, мм             | 15    | 12    | 6     | 15    | 9     | 27   | 54   | 36   | 18   | 18    | 15    | 12    | 237   |
| Источник:                     |       |       |       |       |       |      |      |      |      |       |       |       |       |